# Apolo Nsibambi
Apolo Robin Nsibambi est un homme d'État ougandais né le 25 octobre 1940 et mort le 28 mai 2019. 
Membre du National Resistance Movement, il est Premier ministre du 5 avril 1999 au 24 mai 2011.

## Biographie
En 1966, Apolo Nsibambi obtient une maîtrise en arts en science politique de l'université de Chicago et un doctorat de l'université de Nairobi en 1984.
Apolo Nsibambi enseigne la science politique à l'université Makerere et est l'ancien directeur de l'institut de recherche sociale de l'université. Dans les années 1960, il y rencontre l'écrivain Paul Theroux. L'écrivain reprend un de leurs dialogues dans Dark Star Safari. Entre 2003 et octobre 2007, Apolo Nsibambi est recteur de l'université.
Peu après la restauration de la royauté au Buganda dont il est originaire, Apolo Nsibambi participe à l'assemblée constituante ougandaise de 1994. De 1996 à 1998, il est ministre des Services publics avant d'être de mai 1998 à avril 1999, ministre de l'Éducation. Le 5 avril 1999, Apolo Nsibambi remplace Kintu Musoke au poste de Premier ministre. Le 24 mai 2011, il cède son fauteuil à Amama Mbabazi.
Il épouse Esther Nsibambi après le décès de sa première femme, Rhoda, en décembre 2001. Il est le père de quatre filles,.